# Seznam osebnosti iz Občine Vipava
Seznam osebnosti iz občine Vipava vsebuje osebnosti, ki so se tu rodile, delovale ali umrle.

## Do 19. stoletja
- Andeško Meranski (12. stoletje), rodbina, ki je imela posestni sklop na prometno pomembnem ozemlju med Kranjsko, Furlanijo in Istro, s središčem v Vipavi.
- Babenberžani (12. stoletje), rodbina, ki je imela mitnico v Vipavi.
- Andrej Baumkircher (ok. 1420, Vipava – 23. april 1471, Gradec), kranjski plemič, vojaški poveljnik.
- Žiga Herberstein (23. avgust 1486, Vipava – 28. marec 1566, Dunaj), diplomat, zgodovinar, potopisec.
- Sebastijan Krelj (1538, Vipava – 25. december 1567, Ljubljana), protestantski pisec, pridigar, superintendent, teolog, jezikoslovec.
- Angelo Sperandi (živel sredi 17. stoletja), kipar, pozlatar; leta 1657 je pozlatil veliki oltar v zaselku Podbrje pri Vipavi.
- Jakob Pilat (22. julij 1614, Vrhpolje – 2. februar 1699, Limbuš), duhovnik, ustanovitelj dijaških domov, mecen.
- Gašpar Pilat (1644, Vrhpolje – 28. julij 1706, Prevalje – Na Fari), duhovnik, generalni vikar, mecen, ustanovitelj dobrodelnih ustanov.
- Simon Karchne (22. oktober 1649, Vipava – 11. december 1722, Gradec), filozof, teolog, duhovnik, redovnik, jezuit.
- Pascholin (? – 1732), kamnosek; leta 1731 je deloval v Vipavi, kjer je izdelal kamniti oltar.
- Primož Lavrenčič (3. junij 1703, Vrhpolje – 10. avgust 1758, Maribor), pisatelj, pridigar, misijonar, duhovnik, redovnik, jezuit.
- Giovanni Antonio Scopoli (3. junij 1723,  Cavalese, Italija – 8. maj 1788, Pavia, Italija), naravoslovec, botanik, zdravnik; leta 1757 in 1761 je preiskoval botaniko na Nanosu.
- Matej Furlan (15. september 1727, Vrhpolje – 8. januar 1780, Kamnik), čebelarski strokovnjak, duhovnik.
- Franz Xaver Wulfen (5. november 1728, Beograd, Srbija – 17. marec 1805, Celovec, Avstrija), naravoslovec, duhovnik, redovnik, jezuit; botaniziral je številne rastline v Vipavi, na Nanosu in njegovi okolici.
- Ferdinand Nussdorfer (2. januar 1734, Vipava – 21.september 1789, Ljubljana), duhovnik, redovnik, jezuit.
- Andrej Pretner (?), stavbar; med letoma 1752 in 1753 je razširil župnijsko cerkev v Vipavi.
- Bannes (26. december 1755, Kobarid – 22. december 1804, Vipava), duhovnik, pridigar.
- Franc Repič (okoli 1758, Vipava – okoli 7. september 1812, Ljubljana), pravnik; bil je Kopitarjev znanec in član preroditeljske družbe Antona Tomaža Linharta, poleg tega je bil prvi interpret Glažka v Županovi Micki.
- Jožef Peter Alkantara Mislej (19. oktober 1761, Podraga – okoli 1840, Dunaj, Avstrija), filozof, zdravnik; avtor matematično-filozofsko-teološkega sistema.
- Girolamo Agapito (13. marec 1783, Buzet, Hrvaška – 24. februar 1844, Trst, Italija), publicist, časnikar, pravnik, pesnik, pedagoški delavec; napisal je vodnik Le Grotte di Adlersberg, v katerem podrobno predstavi tudi planoto Nanos.
- Matija Vertovec (28. januar 1784, Šmarje na Vipavskem – 2. september 1851, Podnanos), vinogradnik, zgodovinar, duhovnik, strokovni pisec.
- Anton Lavrin (21. januar 1789, Vipava – 12. junij 1869, Milano, Italija), diplomat, egiptolog.
- Janez Dolenc (1790, Vipava – 16. februar 1878, Vipava), vipavski župan.

## 19. stoletje
- Franc Božič (19. stoletje), kamnosek; leta 1856 je izdelal kamnit križ na pokopališču v Podragi.
- Jurij Grabrijan (22. marec 1800, Adlešiči – 22. junij 1882, Vipava), pisatelj, politik, duhovnik, častni kanonik.
- Henrik Freyer (7. julij 1802, Idrija – 21. avgust 1866, Ljubljana), botanik, farmacevt, geolog, paleontolog in kartograf; natančno je preiskal pomembne botanične postojanke, med drugimi tudi Nanos.
- Jožef Premru (19. april 1809, Vrhpolje – 20. avgust 1877, Gradec, Avstrija), šolnik, jezikoslovec.
- Mihael Blažko (11. september 1810, Lokavec – 22. junij 1897, Lokavec), zidarski mojster; pod mentorstvom Jurija Grabrijana je predelal ali na novo zgradil cerkve v Vrhpolju, Sanaboru in Logu pri Vipavi.
- Štefan Kociančič (25. december 1818, Vipava – 9. april 1883, Gorica, Italija), jezikoslovec, duhovnik, zgodovinar, teolog.
- Mihael Komel (september 1823, Solkan – 1910, Gorica, Italija), šolnik, skladatelj; kot učitelj je služboval v Podnanosu in na gradu Podbrje pri Vipavi.
- Matej Frelih (11. september 1828, Lozice – 1. februar 1892, Trebnje), duhovnik, teolog, pisatelj.
- Janez Kapistran Šmuc (10. oktober 1831, Vipava – 4. februar 1897, Velike Žablje), nabožni pisec, duhovnik.
- Janez Mesarr (12. junij 1832, Jesenice – 3. maj 1895, Šmartno), gospodarski organizator, duhovnik; vipavska podružnica Kmetijske družbe je na Nanosu ustanovila zadrugo, kjer je Mesar poučeval sirarstvo.
- Matija Erjavec (12. februar 1836, Kriška vas pri Višnji Gori – 14. junij 1908, Vipava), duhovnik in javni delavec.
- Matej Lavrenčič (12. marec 1836, Vrhpolje – 3. september 1897, Vrhpolje), posestnik, politik.
- Janez Bilc (7. januar 1839, Ilirska Bistrica – 13. julij 1906, Ilirska Bistrica), pesnik, publicist, prevajalec, zbiralec ljudskega izročila in duhovnik. Med letoma 1869−1872 je bil kurat v Lozicah.
- Henrik Dejak (13. julij 1840, Ljubljana – 28. september 1917, Ljubljana), slikar, kipar, duhovnik; od 1881 do 1911 je bil župnik in kurat v Vrhpolju.
- Ernest Klavžar (8. januar 1841, Vipava – 10. november 1920, Maribor), politik, časnikar, kmetijski strokovnjak.
- Radoslav Silvester (3. december 1841, Vrhnika – 30. april 1923, Vipava), pesnik.
- Jan Niecisław Baudouin de Courtenay (13. marec 1845, Radzymin, Poljska – 3. november 1929, Varšava, Poljska), jezikoslovec, slavist; junija 1872 je začel popisovati kraške in notranjske govore, med njimi tudi vipavskega.
- Anton Žgur (26. september 1845, Podraga – 24. avgust 1908, Brezovica pri Ljubljani), nabožni pisatelj, duhovnik.
- Andrej Ferjančič (30. oktober 1848, Slap – 14. julij 1927, Bled), politik, pravnik, poslanec državnega zbora na Dunaju, 1. 1898 izvoljen za I. podpredsednika poslanske zbornice, čast, kakršne dotlej ni bil dosegel noben slovenski poslanec.
- Rihard Dolenc (31. januar 1849, Podnanos – 5. februar 1919, Novo mesto), kmetovalec, kmetijski strokovnjak, šolnik, pisatelj.
- Ivan Mercina (29. junij 1851, Goče – 27. julij 1940, Gorica, Italija), šolnik, glasbenik, zvonoslovec.
- Makso Cotič (7. december 1854, Vipava – 12. september 1930, Maribor), časnikar, prevajalec.
- Vojteh Ribnikar (23. april 1857, Tržič – 26. april 1895, Logatec), šolnik, sadjar; 1884 je obiskoval kmetijski tečaj na Slapu pri Vipavi.
- Franc Trost (25. september 1857, Benetke, Italija – 1. februar 1940, Ljubljana), glasbenik, šolnik; ob izbruhu vojne (1859) se je s starši preselil v Vipavo, kjer je obiskoval osnovno šolo.
- Luka Pintar (15. oktober 1857, Hotavlje – 7. december 1915, Ljubljana), jezikoslovec, literarni zgodovinar; v imenoslovni črtici je razložil izvor imena Goče.
- Evgen Lah (15./16. avgust 1858, Vipava – 2. februar 1930, Ljubljana), domoznanski pisec, statistik.
- Viljem Rohrman (11. maj 1862, Novo mesto – 5. april 1939, Ljubljana), kmetijski strokovnjak, šolnik; maja 1884 je bil imenovan za pristava deželne vinarske in sadjarske šole na Slapu pri Vipavi.
- Josip Kostanjevec (19. februar 1864, Vipava – 20. maj 1934, Maribor), pisatelj, šolnik.
- Alojzij Repič (11. marec 1866, Vrhpolje – 18. maj 1941, Ljubljana), kipar.
- Matej Vurnik (31. avgust 1866, Stara Oselica – 21. junij 1948, Tacen), glasbenik, skladatelj; kot organist je deloval v Vipavi.
- Fran Žgur (21. november 1866, Podraga – 11. februar 1939, Podraga), pesnik.
- Fran Ksaver Ferjančič (1. december 1867, Goče – 10. junij 1943, Ljubljana), glasbenik, skladatelj, duhovnik, kanonik.
- Valentin Batič, župnik na Slapu pri Vipavi od 1938 do 1954, rojen v Črničah 8. 2. 1874, umrl na Slapu pri Vipavi 21. 2. 1954;Najprej se je izšolal za oficirja in aktivno služboval v avstro ogrski vojski. Nato pa je na materino željo opustil vojaški poklic in doštudiral teologijo. V duhovnika je bil posvečen, ko je bil star 36 let. Pred prihodom na Slap je služboval v  Hudi Južni v Baški grapi. Bil je izjemen domoljub, znan po osebni skromnosti, doslednosti in poštenosti.
- France Batjel (27. marec 1875, Vipava – 28. junij 1940, Ljubljana), podjetnik, obrtnik, kolesarski organizator; bil je lastnik prve slovenske tovarne koles in otroških vozičkov – Tribuna v Ljubljani.
- Metod Dolenc (19. december 1875, Slap – 10. oktober 1940, Ljubljana), pravnik, pravni zgodovinar.
- Leopold Lenard, župnik na Slapu pri Vipavi od 1914 do 1918, rojen 2. november 1876, Svibno, Slovenija, umrl 23. januar 1962 (85 let), Beograd, Srbija. Duhovnik, doktor Svetega pisma, prevajalec, poliglot, i je govoril 11 jezikov, udeleženec praške mirovne konference. Ustanovitelj Društva prijateljev Lužiških Srbov v Beogradu.
- Vinko Vodopivec (16. januar 1878, Ročinj – 29. julij 1952, Vipava), skladatelj, glasbenik, duhovnik; po njem se imenuje glasbena šola v Ajdovščini.
- Vladislav Pegan (24. maj 1878, Vipava – 8. december 1955, Ljubljana), pravnik, politik.
- Stanko Premrl (28. september 1880, Podnanos – 14. marec 1965, Ljubljana), glasbenik, skladatelj, organist, duhovnik; leta 1905 je uglasbil slovensko himno – Zdravljico.
- Ferdo Kleinmayr plemeniti (5. januar 1881, Koper – 13. julij 1944, Trst, Italija), humorist, šolnik, pisatelj; napisal je roman Zadnji lutrovci na Vipavskem, katerega dogajalni kraj je Podnanos oziroma Šembid/Šentvid.
- Mara Tavčar (19. januar 1882, Vipava – 7. april 1953, Ljubljana), pesnica, pisateljica.
- Janez Kovač (10. avgust 1884, Postojna – 27. april 1975, Podnanos), duhovnik, narodni in gospodarski delavec.
- Franc Premrl (12. junij 1884, Vrhpolje – 8./10. februar 1948, Vrhpolje, skladatelj, organist, zborovodja.
- Ignacij Breitenberger (29. julij 1885, Idrija – 6. maj 1961, Vipava), duhovnik, vipavski dekan, prvi ravnatelj malega semenišča v Vipavi.
- Ivo Česnik (4. november 1885, Sanabor – 19. julij 1951, Flüelen, Švica), pisatelj, dramatik, odvetnik.
- Alojzij Remec (10. april 1886, Trst, Italija – 21. november 1952, Ptuj), pesnik, pripovednik, dramatik, pravnik; napisal je zgodovinsko novelo Anno domini, v kateri je omenjena Vipava.
- Marko Natlačen (24. april 1886, Manče – 13. oktober 1942, Ljubljana), politik, odvetnik.
- France Bevk (17. september 1890, Zakojca – 17. september 1970, Solkan), pisatelj, pesnik, dramatik, publicist, prevajalec; njegovo delo Stražni ognji omenja tudi kraj Log pri Vipavi.
- France Štajer (25. september 1890, Vipava – 3. april 1915, Vipava), pisatelj, pravnik.
- Emil Tomažič (24. september 1892, Vrhpolje – 30. april 1945, Planina pri Ajdovščini), stavbenik.
- Radivoj Rehar (4. januar 1894, Ajdovščina − Šturje – 9. maj 1969, Koper), pesnik, pisatelj, urednik, novinar; napisal je roman Argonavti, kjer je omenjena Vipava, in sicer kot "Epava".
- Ferdinand Ferjančič (22. april 1895, Vipava – 27. januar 1975, Trst, Italija), javni in politični delavec.
- Janko  Žagar,  duhovnik na Slapu * 23. november 1896, Hruševje, † 17. marec 1972, Slap, Vipava. Najprej je bil poročnik v avstoogerski vojski. V času I. svetovne vojne se je bojeval na soški fronti, kjer je bil s soborci več dni zasut v kaverni. Zaobljubil se je, da bo življenje posvetil cerkvi, če preživi. V duhovnika je bil posvečen 10. junija 1921.
- Ivan Rudolf (7. november 1898, Vrabče – 4. maj 1969, Trst, Italija), novinar, profesor, tigrovec; otroška leta je preživel v Podnanosu, kjer je obiskoval osnovno šolo.

## 20. in 21. stoletje
- Zoran (Zorislav) Dietz (14. junij 1901, Ajdovščina − Šturje – 18. julij 1978, Ajdovščina), zdravnik; preden je šel k vojakom je služboval v Vipavi. Skupaj s Franjo Bojc Bidovec je uredil civilno bolnišnico (Bolnica Franja) pri Cerknem.
- Ferdinand Ferluga (16. avgust 1901, Trst, Italija – 6. junij 1972, Trst, Italija), šolnik, narečni pesnik, javni delavec; od 1924 do 1936 je učil v osnovni šoli na Gočah.
- Ivan Benko (22. avgust 1901, Desenci – 4. december 1972, Ljubljana), mlekarski strokovnjak; 1960—1963 je vodil obnovo Mlekarne Podnanos v Podnanosu.
- Rajner Bassin (1. december 1901, Vipava – 11. februar 1965, Ljubljana), oftalmolog.
- Ante Flego (25. marec 1902, Vodnjan – 4. oktober 1959, Koper), kmetijski strokovnjak; vodil je kmetijsko šolo in posest na gradu Lože.
- Modest Sancin (15. junij 1902, Trst – Škedenj – 8. november 1964, Vipava), gledališki igralec.
- Marija (Majda) Jamšek Arhivirano 2020-09-23 na Wayback Machine. (27. januar 1903, Ajdovščina – 16. november 1990, Šempeter pri Gorici), farmacevtka, lekarnarica; leta 1933 je v Vipavi odprla lekarno, v kateri je med drugim delila tudi zdravniške nasvete, z zdravili in sanitetnim materialom pa je zalagala tudi partizane.
- Drago Bajc (29. oktober 1904, Vipava – 25. oktober 1928, Bilje), pesnik, po njem se imenuje osnovna šola v Vipavi.
- CURK, Tončka (Antonija) Arhivirano 2020-09-18 na Wayback Machine.; Rojena: 10. januar 1906, Slap pri Vipavi,Umrla: 20. oktober 1996, Dom starejših občanov v Sežani, pokopana je v domači vasi Slap pri Vipavi. Mladinska pisateljica, sodelavka Radia Trst
- Ivan Bavdaž (Baudaš) (15. avgust 1906, Dornberk – 16. december 1996, Ljubljana), sadjar, vinogradnik; vodil je sadjarske in vinogradniške tečaje v Vrhpolju, kjer je leta 1930 potekal zadnji kmetijski tečaj v slovenskem jeziku.
- Rafko Premrl (19. december 1906, Vipava – 7. januar 1983, Gorica), duhovnik, profesor. Za dijake je napisal dva učbenika, in sicer Zgodovina novega veka in Stavkoslovje — določene glagolske oblike.
- Leopold Brankovič (13. november 1907, Šempas – ?), sadjar; leta 1951 je deloval na posestvu v Ložah.
- Pavel Rušt (1./9. januar 1909, Gradišče pri Vipavi – 26. junij 1949, Forte Bravetta pri Rimu), partizan, poljedelec.
- Božidar Gvardijančič (25. september 1909, Slap pri Vipavi – 15. april 1972, Ljubljana), arhitekt, 1961 stavba Kina Šiška v Ljubljani; avtor prve zasnove Nove Gorice na lokaciji med Šempetrom in Vrtojbo, ki pa pri tedanji oblasti ni bila sprejeta, ker je bil zagovornik združitve obeh Goric; vseeno je sodeloval pri projektiranju prvih stavb v Novi Gorici v sodelovanju z arhitektom Ravnikarjem.
- Anton Ferjančič (3. april 1915, Gradišče pri Vipavi – 23. januar 1990, Piran), partizan, narodni heroj.
- Josipina Židanik—Beltrame, Zmagoslava, aktivistka, prvoborka, * 1917, † 2008, Slap pri Vipavi
- Jožko Kragelj (4. februar 1919, Modrejce – 27. november 2010, Vipava), publicist, prevajalec, pisatelj, duhovnik; 1960–1966 je bil župnijski upravnik na Gočah.
- Janko Premrl Vojko (29. februar 1920, Podnanos – 26. februar 1943, Brinov Grič), partizan in narodni heroj.
- Slavko Jež (3. november 1920, Podnanos, Št. Vid – 21. april 1990, Slavina pri Postojni), politik, urednik.
- Duša Ferjančič (8. februar 1921, Vipava – januar 1993, Vipava), učiteljica, novinarka, prevajalka.
- Ivan Šček (5. avgust 1925, Vipava – 20. januar 1972, Koper), skladatelj.
- Vinko Kobal (19. januar 1928, Vrhpolje – 29. maj 2001, Godovič), duhovnik, publicist.
- Franc Kralj, župnik na Slapu pri Vipavi od 1973 do odhoda v Petrov dom za starejše duhovnike 2017, slovenski teolog, župnik prelat, zgodovinar in prevajalec, rojen 25. decembra 1929, Lig. Izjemen poznavalec umetnostne zgodovine, še posebej obdobja baroka.
- Rajko Koritnik (24. avgust 1930, Lozice – 19. avgust 2007, Lozice), operni pevec in pevski pedagog.
- Otmar Črnilogar (15. november 1931 Šebrelje – 27. april 1999, Podraga), klasični filolog, duhovnik; profesor latinskega, grškega jezika in filozofije na Srednji verski šoli (Malo semenišče) v Vipavi.
- Alojz Bajc (20. april 1932, Duplje –), kolesar.
- Jože Rode (17. marec 1936, Vrhnika –), pisatelj, dramaturg, urednik, dramatik; napisal je roman Spopad pri Mrzli reki, ki se dogaja v bližini Zemona.
- Stane Koritnik (9. avgust 1937, Lozice – 6. februar 2014, Šempeter pri Gorici), operni pevec.
- Metod Pirih (9. maj 1936, Lokovec –), nekdanji koprski škof; trenutno živi v Vipavi.
- Leander Pegan (28. julij 1939, Središče ob Dravi – 27. april 2017, ?), pozavnist, dirigent, kapelnik; ustanovni kapelnik Pihalnega orkestra Vrhpolje.
- Magda Rodman (7.januar 1942, Vipava -), publicistka, zapisovalka in raziskovalka lokalne zgodovine, turistična vodnica. Zapisala je pričevanja lokalne zgodovine, ki so izšla v knjigah: Moj dom in moj rod (2013), Življenje ob trti in kršinu (2000, razširjen ponatis 2012), urednica zbornika O šolstvu v Vipavi: Stoji učilna zidana (2007), Rastemo iz korenin (2014), Duhovniki v Vipavi /življenje in delo duhovnikov, posvečenih v letih 1891 - 2018 (2018), pobudnica za Muzej stare opreme v Kebetovi hiši v Vipavi.
- Janez Zupet (16. oktober 1944, Ljubljana – 29. marec 2016, Horjul), prevajalec, duhovnik; na Srednji verski šoli, kasneje Škofijski gimnaziji Vipava, je učil francoščino in angleščino, bil je duhovnik v župniji Vipava.
- Boris Gombač (31. marec 1947, Podraga –), sindikalni delavec; kot sindikalni funkcionar je objavljal strokovne članke v italijanskih sindikalnih revijah (Zaliv), ob stoletnici rojstva Ivana Cankarja je imel v Trstu predavanje s tematiko Nacionalno in delavsko vprašanje.
- Jurij Bizjak (22. februar 1947, Col –), duhovnik, teolog, škof, prevajalec; 1961–1965 je obiskoval gimnazijo v semenišču v Vipavi.
- Lucijan Bratuš (16. februar 1949, Vipava –), slikar, grafik.
- Danilo Pudgar (3. maj 1952, Črna na Koroškem –), smučarski skakalec, poročen v Vipavo.
- Marko Ivan Rupnik (28. november 1954, Zadlog –), jezuit, duhovnik, teolog in mozaičar; v cerkvi Sv. Primoža in Felicijana v Vrhpolju je izdelal mozaik.
- Jurij Rosa (1. april 1955, Podnanos –), zgodovinar, arhivist, domoznanec.
- Branko Čakarmiš (?, Vipava –), voditelj.
- Ivana Šundov Hojan (1970, Vipava –), voditeljica.
- Eva Irgl (9. december 1976, Vipava –), političarka.
- Anže Petrič (26. julij 1988, Vipava –), balinar.

V Vipavi so gostovali tudi številni slikarji in fotografi, ki so svoja dela razstavljali na Zemonu, med njimi Janez Vidic, Karel Zelenko, Žuža Julica, Marjan Bažato, Silvester Komel ...
Na Glavnem trgu v Vipavi stoji tudi spomenik padlim v narodnoosvobodilnem boju, ki je delo slovenskega arhitekta Jožeta Plečnika.